# Atomic Bees
Atomic Bees, foi uma banda portuguesa com uma curta duração entre o fim da década de 1990 e o início dos anos 2000.
. 
Banda formada por Rita Pereira, Bruno Pereira, Carlos Abreu e Filipe Monteiro.
Participaram na compilação "Optimus 2000" com uma versão do tema "Perfect" dos Fairground Attraction. No ano seguinte assinam com a editora Zona Música e lançam o álbum "Love.Noises.And.Kisses" tendo como temas de apresentação a faixa "Crash Against The Cotton".
A vocalista Ana Rita Pereira, segue actualmente uma carreira a solo, tendo adoptado como nome artístico, Rita Redshoes.

## Discografia
- 2000- Full Moon Friday 13 Live at the Sound System (disco pirata)
- 2001- Love.Noises.and.Kisses